# Vasily Ignatenko
Vasily Ivanovich Ignatenko (em ucraniano:  Василь Іванович Ігнатенко; em bielorrusso:  Васіль Іванавіч Ігнаценка; em russo:  Василий Иванович Игнатенко; 13 de março de 1961 – 13 de maio de 1986) foi um bombeiro soviético que esteve entre os primeiros a chegar na Usina de Chernobil durante o acidente nuclear de 26 de abril de 1986. Ele faleceu poucos dias depois devido ao envenenamento por radiação.

## Acidente de Chernobil
Ignatenko estava entre os primeiros bombeiros a chegar em Chernobil, em 26 de abril de 1986, e um dos que chegou mais perto do reator nuclear exposto, ao tentar extinguir as chamas no prédio do reator 3 e ao redor dos poços de ventilação. Ele foi exposto a quantidades enormes de radiação, absorvendo perto de 1 600 roentgens (14 Grays), ou três vezes a quantidade letal. Em poucas horas ele começou a exibir sintomas da síndrome aguda da radiação. Após uma breve estadia no hospital de Pripyat, Ignatenko foi transferido para o Hospital Número Seis, em Moscou, uma instalação especializada em radiobiologia e acidentes de radiação. Lá ele se reuniu novamente com sua esposa, Lyudmila, que testemunhou o agravamento de sua condição e seus últimos dias de agonia, junto com outras vítimas.
Vasily Ignatenko faleceu devido a complicações relacionadas ao envenenamento por radiação em 13 de maio de 1986, duas semanas após o acidente de Chernobil. Segundo sua esposa, seus últimos dias foram passados em tormento, com sua aparência se deteriorando, sangue saindo por ferimentos e outras consequências de superexposição a radiação. Lyudmila descreveu que pouco antes de sua morte, seu marido parecia um "monstro de sangue". No momento do falecimento de Ignatenko, sua esposa estava grávida e ela deu a luz dois meses depois, mas a criança veio a morrer alguns dias mais tarde, devido a malformações cardíacas congênitas e cirrose do fígado. Lyudmila afirma que sua filha, a quem ela nomeou Natashenka, morreu ao absorver, ainda no ventre, radiação vinda do seu esposo. Contudo, médicos e especialistas afirmam que isso era impossível, já que uma vez limpa, uma pessoa não pode "transmitir" radiação para outra pessoa, e síndrome aguda da radiação tão pouco é transmissível de qualquer forma.
Ignatenko foi enterrado no Cemitério de Mitinskoe, em Moscou, junto com outras vítimas de Chernobil. Supostamente, assim como as outras fatalidades do acidente, ele foi enterrado em um caixão fechado de zinco e cercado de concreto maciço, devido ao medo de que a radiação poderia vazar e contaminar o solo.
Em 2006, Ignatenko foi postumamente condecorado com a medalha de Herói da Ucrânia, a mais alta honra que o governo ucraniano pode outorgar. A história de Vasily Ignatenko foi descrita em detalhes, a partir de depoimentos de sua viuva, no livro Vozes de Chernobil de Svetlana Alexievich. Este livro foi uma das bases para a minissérie da HBO, intitulada Chernobyl, de 2019. O papel de Ignatenko foi interpretado pelo ator inglês Adam Nagaitis e sua esposa pela atriz irlandesa Jessie Buckley.